# Djamel Bouras
Djamel Bouras (ur. 11 sierpnia 1971), francuski judoka. Złoty medalista olimpijski z Atlanty.
Ma algierskie korzenie. Walczył w kategorii do 78 kilogramów. Największy sukces odniósł na igrzyskach w Atlancie, brał udział również w IO 00. Był wicemistrzem świata (1997) i brązowym medalistą tej imprezy (1995) oraz medalistą mistrzostw Europy (złoto w 1996, srebro w 1995 i 1997, brąz w 1999).
Startował w Pucharze Świata w latach 1992, 1993, 1995–1997 i 1999–2001.